# Вулкан Геодезистов
Вулкан Геодезистов — потухший вулкан в Анаунском вулканическом районе Срединного хребта полуострова Камчатка. Располагается в юго-западной части района, между вулканами Анаун и Будули.

## Описание
По форме представляет собой правильный пологий щит диаметром 6 км и площадью 28,5 км². Абсолютная высота — 1170 м, относительная — 370 м. Объём изверженного материала (базальта) — 3,5 км³.
Склоны вулкана представляют собой развал не подвергшихся эрозии глыб, что указывает на современный (голоценовый) период его формирования. Вулкан возник в современный период. Небольшое вулканическое поле расположено к югу от вулкана. Первоначально были сомнения в вулканическом происхождении горы Геодезистов. Но морфологический анализ пород показал обратное. Помимо базальтов встречаются андезиты. Последнее вулканическая активность вулкана не известна.